# Montanhas Bingol
As montanhas Bingol (em turco: Bingöl Dağları; em curdo: Çiyayın Çewlig) são uma cadeia de montanhas na Turquia, no ponto zero da fronteira provincial de Muxe e Erzurum.

## Geologia e geomorfologia
As montanhas Bingol são um exemplo de vulcões em escudo. O monte Dacale (Dağkale), que é seu ponto mais alto, está localizada dentro das fronteiras do distrito de Varto. Sua altura é de 3 193 metros, comprimento de 50–55 quilômetros, largura de 30–35 quilômetros, área de 1500 quilômetros quadrados. As bordas da caldeira das Bingol e os planaltos de 2 650–2 800 metros de altura tornaram-se glaciais. Existem pelo menos 100 lagos grandes o suficiente para serem mapeados na montanha. A estrutura principal da montanha consiste em basaltos. A encosta é suave ao norte, ao passo que os contrafortes do sul são íngremes. As águas que fluem do norte das Bingol alimentam o rio Aras e o rio Murate do leste e oeste através do rio Cojassu.